# Coronel Pringles
Coronel Pringles – miasto w Argentynie, położone w południowej części prowincji Buenos Aires.

## Opis
Miejscowość została założona w 24 września 1882 roku, węzeł drogowy-RP51 i RP85, przez miasto przebiega linia kolejowa. 

## Znani urodzeni w Coronel Pringles
- César Aira – argentyński pisarz i tłumacz
- Juan Cuevas – argentyński piłkarz z obywatelstwem meksykańskim
- Nicolás Covatti – argentyński żużlowiec, startujący z licencją włoską